# Trnovče (Petrovac na Mlavi)
Trnovče (em cirílico:Трновче) é uma vila da Sérvia localizada no município de Petrovac na Mlavi, pertencente ao distrito de Braničevo, na região de Mlava. A sua população era de 708 habitantes segundo o censo de 2002.

## Demografia
| 1948  | 1953  | 1961  | 1971  | 1981  | 1991 | 2002 |
| ----- | ----- | ----- | ----- | ----- | ---- | ---- |
| 1 256 | 1 218 | 1 167 | 1 134 | 1 099 | 973  | 708  |